# Tainia ovalifolia
Tainia ovalifolia là một loài thực vật có hoa trong họ Lan. Loài này được (Ames & C.Schweinf.) Garay & W.Kittr. miêu tả khoa học đầu tiên năm 1985.